# Los caprichos
Los caprichos (hirovi) je prva serija autorskih gravura, jednog od najvećih likova u svjetskoj povijesti likovne umjetnosti, španjolskog slikara i gravera Francisca Goye, izdana 1799.
To su djela koja su se na duhovit i pronicljiv način žestoko obrušila na tadašnje španjolsko, civilno i crkveno, društvo. Goya, iako na kraljevskoj plači, kao beskompromisan umjetnik dao si je oduška iako je znao da se nalazi pod lupom, svemočnog cenzora, "svete" španjolske inkvizicije .
Kao točan datum izdanja uzima se 6. veljače, datum prvog oglašavanja prodaje, tih briljantnih djela, u madridskim novinama "Gaceta de Madrid" s tekstom: "Kolekcije gravura, hirovitih slučaja, zamišljenih i graviranih od don Francisca Goye, prodaju se u ulici Desengaño, broj 1, u trgovini parfema i likera. Cijena svake kolekcije, koja sadrži 80 djela, je 320 realesa".
Kritičke osvrte Los caprichosa španjolska inkvizicija doživljava kao napad na kršćanske vrednote što su autoru jasno dali do znanja tako da ih, zbog straha od posljedica, Goya dva dana nakon izdanja povlači iz prodaje.
Prva 36 djela osvrču se na situacije iz tadašnjeg svakodnevnog života poput ljubavi, prostitucije, zapostavljanja djece, ugovorenih brakova, itd. Gravure između rednih brojeva 37 i 42 rezervirane su isključivo za magarce. Dok veličanstveni Los caprichos završavaju, počevši od djela br. 43, s motivima koji obiluju fratrima, vješticama, duhovima i princa tame.

## Vanjske poveznice
Virtualna izložba na stranici Instituto de Cervantes 